# Calaresu
Il Calaresu è un fiume di 25 km che scorre a Villanova Strisaili, frazione di Villagrande Strisaili (NU).

## Corso del fiume
Nasce sul monte Nodu a 1546 m s.l.m. e sfocia nel Flumendosa.